# Zulma Carraud

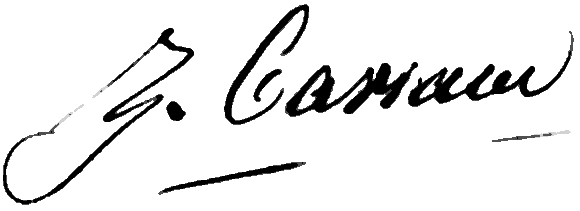
Firma di Zulma Carraud

Zulma Carraud (nata Estelle Zulma Tourangin-Courant) (Issoudun, 24 marzo 1796 – Parigi, 24 aprile 1889) è stata una scrittrice francese.

## Biografia
Nacque il 24 marzo 1796 a Issoudun, nel Centro-Valle della Loira, da una famiglia molto benestante. Nel 1803 il padre acquistò il Castello di Frapesle, che dovettero vendere nel 1851 in seguito a difficoltà economiche causate da alcuni espropri. Il 20 novembre 1816 sposò il cugino François-Michel Carraud, ufficiale della Legion d'onore, che nel 1818 divenne istruttore presso l'École spéciale militaire de Saint-Cyr.
Tra il 1818 e il 1831 ebbero quattro figli, di cui tre morti in tenera età. Dopo la Rivoluzione di luglio del 1830 il marito venne nominato ispettore nella polveriera di Angoulême, dove vissero fino al 1834. Dopo la nascita di un altro figlio nel 1834 e la vendita della tenuta di Frapesle nel 1851, si trasferirono a Nohant-en-Graçay assieme a Silas Tourangin, fratello di Zulma. Qui lei lavorò come medico volontario e insegnò in una scuola rurale dal 1852 al 1868.
In questo periodo lottò per ottenere libri di testo adeguati e necessari all'insegnamento, e scrisse dieci libri per bambini. Fu una delle prime autrici per bambini a scegliere come protagonisti dei suoi libri personaggi che non provenivano da famiglie nobili o borghesi. Il suo primo libro, La Petite Jeanne ou le devoi, era rivolto alle ragazze e venne pubblicato nel 1852. Nel 1853 pubblicò Maurice ou le travail, entrambi vennero venduti in tutta la Francia e approvati dal Ministro della pubblica istruzione e delle belle arti e dall'Arcivescovo di Parigi. 
Tra il 1864 e il 1920 i libri vendettero circa 400.000 copie ciascuno e furono utilizzati nelle scuole per insegnare ai bambini provenienti dalle aree rurali sia la lettura che i valori della classe media, definendo chiaramente i ruoli di genere.
Zulma Carraud fu intima amica e confidente di Honoré de Balzac che conobbe durante l'adolescenza, in quanto era stata compagna di scuola di sua sorella Laure Balzac. Dal 1829 al 1850 si scambiarono oltre 130 lettere e si frequentarono molto spesso. Allestirono per lui una stanza a Frapesle, dove lo scrittore poteva soggiornare liberamente. Qui scrisse i romanzi César Birotteau e Casa da scapolo (La Rabouilleuse).
Dopo la morte del marito, avvenuta nel 1864, a cui seguì quella del figlio minore (1870), del fratello (1874) e del figlio maggiore (1881), colpita da questi lutti si trasferì a Parigi dalla nuora, dove morì il 24 aprile 1889, all'età di 93 anni.

## Opere
- La Petite Jeanne ou le devoir (1852)
- Contes et historiettes à l'usage des jeunes enfants qui commencent à savoir lire (1853)
- Maurice ou le travail (1853)
- Lettres de famille ou modèles de style épistolaire pour les circonstances ordinaires de la vie (1855)
- Les Métamorphoses d'une goutte d'eau (1864)
- Historiettes véritables pour les enfants de quatre à huit ans (1864)
- Une servante d'autrefois (1866)
- Le Livre des jeunes filles, simple correspondance (1867)
- Les Veillées de Maître Patrigeon, entretiens familiers sur l'impôt, le travail, la richesse, la propriété, la famille, la probité, la tempérance, etc. (1868)
- Les Goûters de la grand-mère (1868)

## Adattamenti cinematografici
Il soggetto di Zulma Carraud appare nella miniserie televisiva franco-polacca Il grande amore di Balzac (Un grand amour de Balzac e Wielka milosc Balzaka) del 1973 diretta da Jacqueline Audry e Wojciech Solarz. Carraud è interpretata dall'attrice Julia Dancourt.